# Myrtjärnen, Lappland
Myrtjärnen är en sjö i Arvidsjaurs kommun i Lappland och ingår i Piteälvens huvudavrinningsområde. Sjön har en area på 0,0737 kvadratkilometer och ligger 330 meter över havet.

## Delavrinningsområde
Myrtjärnen ingår i det delavrinningsområde (730949-166972) som SMHI kallar för Utloppet av Sauturjaure. Medelhöjden är 352 meter över havet och ytan är 7,02 kvadratkilometer. Räknas de 5 avrinningsområdena uppströms in blir den ackumulerade arean 45,75 kvadratkilometer. Lullejaurbäcken som avvattnar avrinningsområdet har biflödesordning 3, vilket innebär att vattnet flödar genom totalt 3 vattendrag innan det når havet efter 154 kilometer. Avrinningsområdet består mestadels av skog (69 procent) och sankmarker (17 procent). Avrinningsområdet har 0,72 kvadratkilometer vattenytor vilket ger det en sjöprocent på 10,2 procent.